# William Hobbs
William Hobbs (Londra, 29 gennaio 1939 – Londra, 10 luglio 2018) è stato uno scenografo e stuntman britannico.

## Biografia
Nato a Londra da un pilota della Royal Air Force, Kenneth Hobbs, deceduto in azione nel 1942 durante la seconda guerra mondiale, e di una attrice, Joan Kerlindsday.  
Nel 1948, con la madre e la zia Lesley, andò a vivere in Australia, dove si appassionò di teatro e scherma.
Provò a partecipare alle competizioni di scherma delle Olimpiadi di Melbourne del 1956, non riuscendovi. Sposò Janet Riley, da cui ebbe Laurence e Edwin.
Nel 1957 tornò in patria dove si iscrisse alla Royal Central School of Speech and Drama.
Inizia la carriera di scenografo di combattimenti e addestratore chiamato da Sir Laurence Olivier a lavorare per la National Theatre Company dell'Old Vic. Oliver apprezzò così tanto la professionalità di Hobbs che scrisse la prefazione del suo libro Stage Combat: The Action to the Word, pubblicato nel 1967. Prima produzione teatrale in cui lavorò fu il Romeo e Giulietta di Franco Zeffirelli nel 1960.
Fu chiamato a dirigere le scene di combattimento e ad addestrare gli attori in combattimento in numerosi film come Macbeth (1971), I tre moschettieri (1973), Il fratello più furbo di Sherlock Holmes (1975), Robin e Marian (1976), I duellanti (1977), Flash Gordon (1980), Excalibur (1981), Brazil (1985), Le relazioni pericolose (1988), Willow (1988), Cyrano de Bergerac (1990), Amleto (1990), Robin Hood - La leggenda (1991), Rob Roy (1995), Shakespeare in Love (1998), The Avengers - Agenti speciali (1998) e Montecristo (2002). Hobbs affermò che Gene Wilder fu, tra i vari attori che addestrò, il suo miglior allievo.
Ultimo suo lavoro fu per la serie televisiva statunitense Il Trono di Spade nel 2011.
Come scenografo cercò sempre di ricreare duelli realistici e storicamente accurati, venendo apprezzato per questo da registi come Roman Polański e Ridley Scott.
Fu co-fondatore della Society of British Fight Director. È morto a Londra nel 2018 afflitto da demenza.

## Opere
- Techniques of the Stage Fight, 1967.
- Stage Combat: "The Action to the Word", 1980.
- Fight Direction for Stage and Screen. 1995.